# Mariehem SK
Mariehem SK, Mariehem sportklubb, är en fotbollsförening i Umeå bildad 1974, med 25 fotbollslag (9 dam- och flicklag samt 14 herr- och pojklag samt 2 lag för funktionshindrade). Klubben har en egen konstgräsplan som heter MSK Arena.
Föreningen lyckades år 2007 vinna sina serier med tre av seniorlagen. Mariehem SK:s damlag vann Division 3 Västerbotten, Mariehem FF (farmarlaget till damlaget) vann division 4 Västerbotten (helt obesegrade), samt att Mariehem SK:s herrlag vann som nykomlingar Division 3 södra Norrland. 2009 spelade damlaget i andradivisionen (dåtidens Division 1, Norrettan), och befinner sig i tredjedivisionen sedan 2010. Herrlaget spelade i fjärdedivisionen 2008–2014, men befinner sig i sjättedivisionen sedan 2016.
MSK har producerat ett antal spelare som har gått vidare till högre nivåer. En rad lokala spelare har Mariehem SK som moderklubb, varav de främsta är Anton Holmberg (GAIS), Mikael Dahlberg (Gefle IF och tidigare Djurgårdens IF), samt Hanna Ljungberg (Umeå IK).
Klubben arrangerar också Umeå fotbollsfestival som är en av Sveriges största fotbollscuper för barn och ungdomar.

## Klubbens seniorlag
- MSK Herrar A (Div 4 södra)
- MSK Damer A  (Div 2 Norra Norrland Syd)

## Publiksnitt
Mariehem har haft följande publiksnitt 
| \| Säsong \| Publiksnitt \| Division \| \| ------ \| --------------- \| ------------------------ \| \| 2006 \| Ej tillgängligt \| Div 4 Västerbotten Södra \| \| 2007 \| 106 \| Div 3 Mellersta Norrland \| \| 2008 \| 140 \| Div 2 Norrland \| \| 2009 \| 174 \| Div 2 Norrland \| \| 2010 \| 193 \| Div 2 Norrland \| * Publiksnitt finns tillgängligt under kategorin Publikliga på Svenska Fotbollförbundets hemsida. |                 |                          |
| Säsong | Publiksnitt     | Division                 |
| 2006 | Ej tillgängligt | Div 4 Västerbotten Södra |
| 2007 | 106             | Div 3 Mellersta Norrland |
| 2008 | 140             | Div 2 Norrland           |
| 2009 | 174             | Div 2 Norrland           |
| 2010 | 193             | Div 2 Norrland           |